# Флик, Ханс-Дитер
Ханс-Ди́тер «Ха́нси» Флик (нем. Hans-Dieter «Hansi» Flick; род. 24 февраля 1965, Гейдельберг, Баден-Вюртемберг) — немецкий футболист, тренер и функционер. Выступал на позиции полузащитника. Главный тренер испанского клуба «Барселона».

## Спортивная карьера
Свою игровую карьеру Ханс-Дитер Флик начинал в клубе «Зандхаузен». В 1985 году, в возрасте 20 лет Флик стал футболистом «Баварии», в составе которой добился главных успехов в качестве футболиста. Первые два сезона полузащитник преимущественно провёл в запасе, проигрывая конкуренцию Лотару Маттеусу и Михаэлю Руммениге. Закрепиться в составе команды Флику удалось лишь после того, как команду возглавил Юпп Хайнкес, однако это продолжалось не долго. Всего в составе «Баварии» Ханси выиграл четыре чемпионата Германии и один национальный кубок, сыграв в общей сумме 139 матчей и забив при этом семь голов. 27 мая 1987 года играл в финале Кубка европейских чемпионов в Вене, в котором «Бавария» уступила «Порту» (1:2). Флик провёл на поле 82 минуты.
В 1990 году Флик перешёл в «Кёльн», однако в этом клубе он также играл не часто, причиной чему были частые травмы и дисквалификации. В 1993 году, в возрасте 28 лет полузащитник завершил профессиональную карьеру из-за тяжёлой травмы колена. С 1994 года Ханси играл за любительскую команду «Бамменталь».
В 1983 году Ханс провёл два матча за сборную Германии (до 18 лет), однако за всю свою карьеру Ханс-Дитер ни разу не был вызван в состав взрослой национальной сборной.

## Тренерская карьера
С 1996 года Флик тренировал «Бамменталь», в котором был играющим тренером. В первые годы тренерской карьеры Флик работал без наличия тренерской лицензии, лишь в 2003 году он закончил Кёльнскую спортивную академию и получил лицензию на тренерскую работу.
1 июля 2000 года Флик становится главным тренером «Хоффенхайма», который накануне получил профессиональный статус и пробился в четвёртую лигу. Флику удалось вывести команду в третий по силе дивизион германского футбола, однако развить успех в дальнейшем не удалось и 20 ноября 2005 года тренер покинул пост. Вскоре после этого он в качестве ассистента вошёл в тренерский штаб клуба «Ред Булл Зальцбург», работая вместе с Лотаром Маттеусом и Джованни Трапаттони.

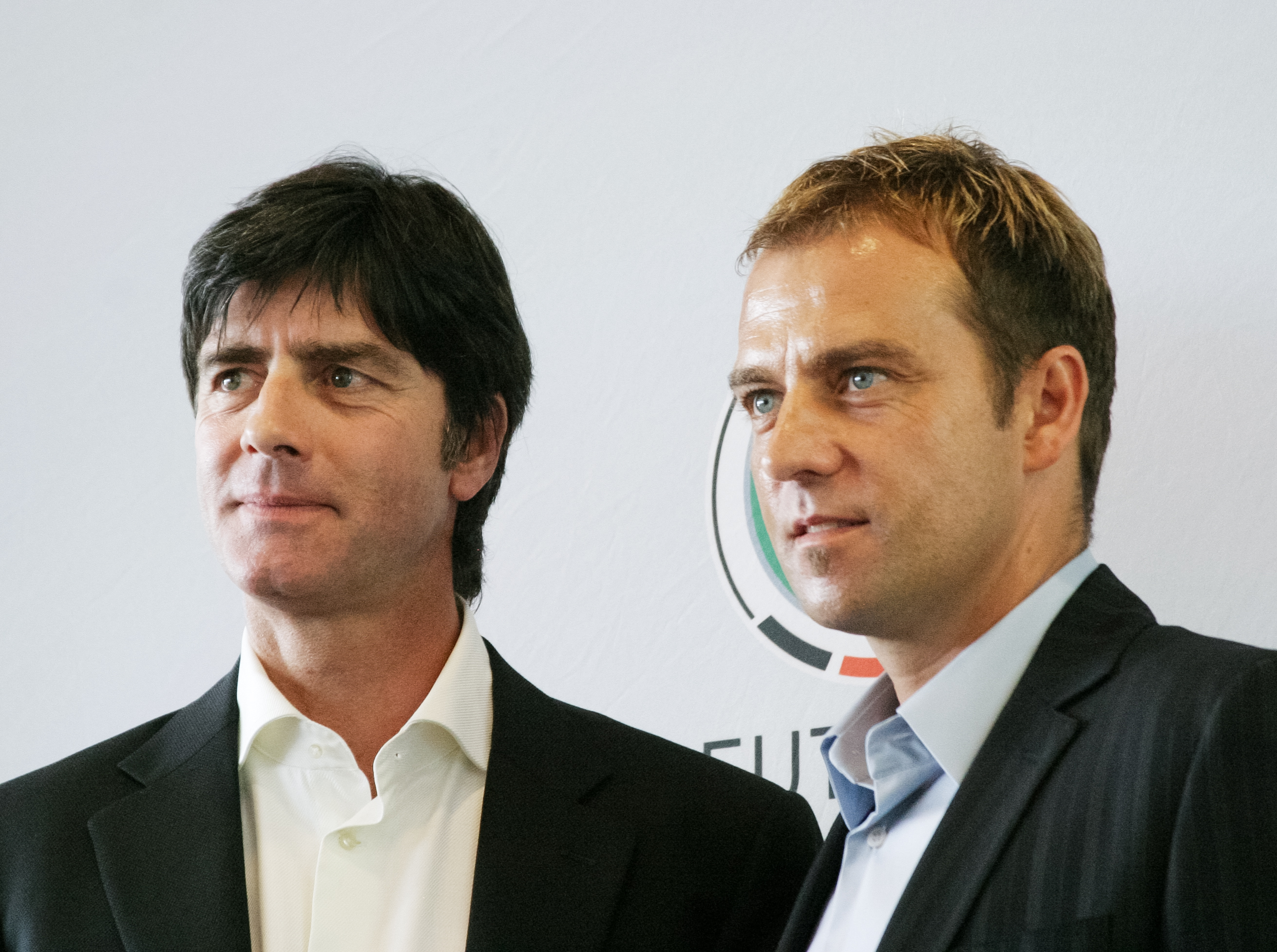
Флик (справа) и Йоахим Лёв в августе 2006 года

В августе 2006 года он принимает предложение Немецкого футбольного союза, и становится ассистентом главного тренера сборной Германии Йоахима Лёва. В этом качестве он принимал участие на двух чемпионатах мира и двух чемпионатах Европы. На каждом из этих турнирах «бундестим» доходила как минимум до полуфинала, а в 2014 году стала чемпионом мира. В четвертьфинале Евро 2008 в матче против сборной Португалии Флик временно исполнял обязанности главного тренера из-за дисквалификации Лёва, в итоге его подопечные выиграли матч со счётом 3:2 и вышли в полуфинал турнира.

### «Бавария»
С июля 2019 года Ханс-Дитер Флик стал помощником главного тренера мюнхенской «Баварии» Нико Ковача. C 3 ноября этого же года он стал исполняющим обязанности главного тренера. 15 ноября 2019 года Флик был утверждён главным тренером команды, до дальнейшего уведомления. 28 ноября 2019 года стало известно, что руководство клуба довольно тем, как команда выступает под руководством Флика, и что он может сохранить пост главного тренера «Баварии» до конца сезона. В результате 30 апреля 2020 года «Бавария» и Флик подписали полноценный контракт сроком на три года.
На момент назначения Флика «Бавария» шла на четвёртом месте в турнирной таблице Бундеслиги, однако после смены тренера команда значительно прибавила и 16 июня 2020 года за два тура до конца турнира выиграла чемпионский титул (который стал для неё восьмым подряд). 4 июля «Бавария» под руководством Флика выиграла ещё и Кубок Германии, обыграв в финале леверкузенский «Байер 04» со счётом 4:2. Однако главным результатом работы Флика стала первая за семь лет победа «Баварии» в Лиге чемпионов, в финале которой мюнхенцы с минимальным счётом 1:0 обыграли «Пари Сен-Жермен». После этого триумфа Флик стал вторым тренером в истории «Баварии» (после Юппа Хайнкеса), которому удавалось выиграть с командой «требл».
Следующий сезон сложился для «Баварии» не столь удачно: в Лиге чемпионов команда остановилась на стадии четвертьфинала, уступив по сумме двух матчей тому же «Пари Сен-Жермен», а из Кубка Германии мюнхенцы вылетели ещё в 1/16 финала, сенсационно проиграв команде «Хольштайн» из Второй Бундеслиги. Несмотря на это подопечные Флика достаточно уверенно отстояли чемпионский титул, который сумели защитить за два тура до окончания турнира. В результате ещё в апреле 2021 года Флик объявил о том, что покинет пост главного тренера «Баварии» по окончании сезона.

### Сборная Германии
25 мая 2021 года было объявлено, что после окончания Евро-2020 Флик сменит Йоахима Лёва на посту главного тренера сборной Германии, заключив контракт до 2024 года. Выиграв пять первых матчей под руководством Флика, сборная Германии стала первой командой, преодолевшей квалификацию на чемпионат мира в Катаре. Однако выступление на «мундиале» закончилось для сборной Германии провалом: уже в первом матче подопечные Флика со счётом 1:2 уступили сборной Японии. После этого им удалось сыграть вничью с командой Испании (1:1) и одержать победу над Коста-Рикой (4:2), однако для выхода в плей-офф этого оказалось недостаточно, поскольку при равенстве очков испанцы имели лучшую разницу забитых и пропущенных голов.
Несмотря на неудачу, Флик остался во главе национальной сборной, начав её подготовку к домашнему чемпионату Европы. После чемпионата мира сборная Германии провела шесть товарищеских матчей, одержав в них лишь одну победу. 10 сентября 2023 года Немецкий футбольный союз объявил об уходе Флика с поста главного тренера «Бундестим».

### «Барселона»
29 мая 2024 года возглавил испанскую «Барселону», подписав контракт до 30 июня 2026 года. 28 сентября 2024 года Флик проиграл свой первый матч в Ла Лиге, уступив «Осасуне» со счётом 2:4, до этого его команда выиграла все семь стартовых матчей сезона. 12 января 2025 года выиграл первый трофей с клубом — Суперкубок Испании, в финальном матче «Барселона» обыграла мадридский «Реал» со счётом 5:2. В Лиге чемпионов «Барселона» впервые с 2019 года вышла в полуфинал, где потерпела поражение от миланского «Интера» с общим счётом 6:7 (3:3, 3:4) по сумме двух встреч. 
26 апреля 2025 года «Барселона» выиграла Кубок Испании, в финальном матче обыграв «Реал» в дополнительное время со счётом 3:2. В чемпионате Испании «Барселона» завоевала чемпионский титул в 36-м туре после победы над «Эспаньолом» (2:0), тем самым оформив «золотой дубль» впервые с 2018 года. 21 мая 2025 года Флик продлил контракт с «Барселоной» до 2027 года. 

## Карьера спортивного директора
После чемпионата мира 2014 года Ханс-Дитер Флик покинул должность помощника главного тренера национальной сборной. 1 сентября 2014 года он перешёл на работу спортивным директором в Немецкий футбольный союз, заключив контракт сроком на 5 лет. Однако 16 января 2017 года Флик по собственному желанию покинул этот пост.
1 июля 2017 года Флик пришёл в качестве спортивного директора в «Хоффенхайм». Контракт, запланированный на пять лет, был досрочно расторгнут через восемь месяцев.

## Тренерская статистика
| Команда          | Начало работы  | Окончание работы | Результаты | Результаты | Результаты | Результаты | Результаты |
| Команда          | Начало работы  | Окончание работы | И          | В          | Н          | П          | П %        |
| ---------------- | -------------- | ---------------- | ---------- | ---------- | ---------- | ---------- | ---------- |
| Хоффенхайм       | 1 июля 2000    | 19 ноября 2005   | 195        | 88         | 46         | 61         | 045,13     |
| Бавария Мюнхен   | 3 ноября 2019  | 30 июня 2021     | 86         | 70         | 8          | 8          | 081,40     |
| Сборная Германии | 1 августа 2021 | 10 сентября 2023 | 25         | 12         | 7          | 6          | 048,00     |
| Барселона        | 29 мая 2024    | н. в.            | 61         | 45         | 7          | 9          | 073,77     |
| Всего            | Всего          | Всего            | 367        | 215        | 68         | 84         | 058,58     |

## Достижения

### В качестве футболиста
«Бавария»
- Чемпион Германии (4): 1984/85, 1986/87, 1988/89, 1989/90
- Обладатель Кубка Германии: 1985/86

### В качестве главного тренера
«Бавария»
- Чемпион Германии (2): 2019/20, 2020/21
- Обладатель Кубка Германии: 2019/20
- Обладатель Суперкубка Германии: 2020
- Победитель Лиги чемпионов УЕФА: 2019/20
- Обладатель Суперкубка УЕФА: 2020
- Победитель Клубного чемпионата мира: 2020

«Барселона»
- Чемпион Испании: 2024/25
- Обладатель Кубка Испании: 2024/25
- Обладатель Суперкубка Испании: 2025

### В качестве ассистента главного тренера
Сборная Германии
- Чемпион мира: 2014

### Личные
- Лучший тренер года по версии World Soccer Magazine: 2020
- Тренер года по версии Globe Soccer Awards: 2020[30]
- Лучший клубный тренер 2020 года по версии IFFHS[31]
- Футбольный тренер года в Германии: 2020
- Тренер месяца в Ла Лиге (3): август 2024[32], октябрь 2024[33], февраль 2025[34]
- Тренер сезона в Ла Лиге: 2024/25[35]

## Личная жизнь
Жена — Зильке, две дочери — Катрин и Ханна. Крёстным Катрин является Лотар Маттеус, крёстной матерью — Сильвия Маттеус. Вместе с семьёй живёт в Бамментале, где занимается поддержкой футбола в частности и спорта вообще.